# آختانگ
آختانگ (انگلیسی: Akhtang) یک کوه آتشفشانی در شبه‌جزیره کامچاتکای کشور روسیه است.